# Spaarrekening
Een spaarrekening is een rekening waarmee klanten kunnen sparen bij een bank, die daar een vergoeding in de vorm van een rente voor geeft. Het rentetarief wordt op voorhand bekendgemaakt, maar is variabel in de tijd. Rond 2021 was de rente ook vaak nul of negatief, vooral in het geval van een hoog saldo en/of een zakelijke rekening. Voor de spaarder kan een spaarrekening dan toch nog zin hebben, omdat het geld veilig wordt bewaard.

## Voorwaarden
Anders dan bij een betaalrekening (rekening-courant) is het vaak niet mogelijk om geld van een spaarrekening rechtstreeks over te boeken naar een andere spaarrekening, of naar een willekeurige betaalrekening bij een andere bank. De bestemming van het geld is vaak beperkt tot overboeking op een vaste, tevoren gekozen betaalrekening. Deze wordt de tegenrekening van de spaarrekening genoemd. Vaak moet deze op dezelfde naam staan als de spaarrekening. Als de bank waar de spaarrekening wordt aangehouden ook betaalrekeningen aanbiedt, moet de tegenrekening vaak een betaalrekening bij die bank zijn. Vaak kan een spaarrekening ook alleen vanaf de tegenrekening gevoed worden. Een tegenrekening, en vooral een bij een andere bank, biedt vaak meer mogelijkheden om het plunderen van een spaarrekening door een crimineel tegen te gaan, omdat dit in twee stappen zou moeten gebeuren. Deze extra veiligheid is er bijvoorbeeld als bij het opnemen van geld van de spaarrekening geen maximum opnamebedrag per dag kan worden ingesteld, of geen vertraging van bijvoorbeeld vier uur bij het verhogen van dit maximum, maar bij het opnemen van geld van de tegenrekening wel, terwijl bovendien het opnemen van geld van de tegenrekening een ander wachtwoord vereist.
Soms kan geld van een spaarrekening ook contant worden opgenomen. Voor storten gelden vaak vergelijkbare beperkingen. Het verschil met een termijndeposito/spaardeposito zit hem er in dat men op een spaarrekening een variabele rente en op een termijndeposito/spaardeposito een vaste rente krijgt.
Aan het sparen wordt soms een aantal voorwaarden gesteld zoals:
- een maximaal rentedragend saldo (bijvoorbeeld 5 miljoen euro)
- een maximum opnamebedrag per periode
- een maximum aantal opnames per periode[1]
- een wachtperiode van een paar maanden voor het op kunnen nemen van (een deel van) het saldo[2]
- de verplichting om per automatische incasso van de tegenrekening een vast bedrag per periode op de spaarrekening bij te laten schrijven; dit kan de mogelijkheid onverlet laten om geld op te nemen
- opnamekosten.

De rente is soms afhankelijk van een toename van het spaartegoed per periode, of een deel van de rente wordt slechts berekend over het laagste saldo in een periode.
Sinds de opkomst van het internet is het bij veel spaarrekeningen mogelijk via dit kanaal saldo-informatie op te vragen en overboekingsopdrachten te verstrekken, dat wil zeggen men kan voor sparen internetbankieren. De benaming internetspaarrekening wordt gebruikt als internet het enige kanaal is, en men dus ook geen afschriften thuis gestuurd krijgt. Wegens de kostenbesparing voor de bank krijgt men vaak een iets hogere rente.

## Gereglementeerde spaarrekening in België
| Jaar (inkomsten) | Maximum interestbedrag |
| ---------------- | ---------------------- |
| 2023             | € 980                  |
| 2018-?           | € 960                  |
| 2013-2017        | €1 880                 |
| 2012             | €1 830                 |
| 2011             | €1 770                 |
| 2004             | €1 520                 |

In België spreekt men van een gereglementeerde spaarrekening wanneer die aan bepaalde voorwaarden voldoet. Er is een wettelijke basisrente van minstens 0,01% en een getrouwheidspremie van minstens 0,10%.
De ontvangen intresten op een gereglementeerde spaarrekening worden tot een bepaald bedrag niet belast. Boven dat bedrag wordt een roerende voorheffing van 15% afgehouden, te verrekenen met de personenbelasting. Het kapitaal op spaarrekeningen wordt door het garantiefonds van de Belgische overheid beschermd tot € 100 000.

## Spaartegoed
Een spaartegoed is het saldo aan gespaard geld dat bij een bank op een spaarrekening staat. De bank heeft dit bedrag tegoed aan de rekeninghouder van de spaarrekening.
Het spaartegoed kan ook het totaal zijn van de som van de tegoeden op een groep van spaarrekeningen. Zo kan men over het totale spaartegoed van een persoon of zelfs over het totale spaartegoed van alle Nederlanders spreken.

## Belastingheffing over spaargelden in Nederland
In Nederland wordt in box 3 tijdelijk het lagere van het echte en een fictief rendement op vermogen belast. Dit laatste wordt voor banktegoeden per kalenderjaar achteraf bepaald.

## Andere partijen dan de grootbanken
Gedurende de kredietcrisis steeg het wantrouwen tussen de banken, waardoor ze het spaargeld van consumenten als een betrouwbaarder middel voor het veiligstellen van hun kapitaal beschouwden dan kredieten van andere banken. Vanuit deze situatie startten verschillende banken zoals MoneYou (inmiddels gestopt) en NIBC Bank in 2008 met het aanbod van spaarproducten met relatief hoge rentepercentages. Deze hogere rentepercentages hadden het doel consumenten te motiveren om meer spaargeld te plaatsen.
In Nederland bieden de kleinere banken zoals de eerder genoemde Nederlandse bank NIBC Bank en deelnemingen van buitenlandse banken met een Nederlandse bankvergunning , bijvoorbeeld de Garanti bank en Yapi Kredi Bank, een hogere rente aan dan de grootbanken.

## Sparen in het buitenland
De pas opgerichte IJslandse bank Icesave, onderdeel van het IJslandse Landsbanki, had hier in Nederland in 2008 veel succes mee en haalde binnen een maand meer dan 500 miljoen euro spaargeld op. Omdat het moederbedrijf zes maanden later niet meer zijn aan betalingsverplichtingen kon voldoen, volgde een faillissement en konden duizenden Nederlanders niet meer bij hun spaargeld. De Nederlandsche Bank (DNB) heeft vijf dagen na het faillissement van Icesave het spaargeld van Nederlandse spaarders teruggevorderd. Volgens richtlijnen moest IJsland het eerste deel van de vordering van spaarders uitkeren. De Nederlandse regering had echter toegezegd garant te staan voor het resterende bedrag, (tijdelijk) opgehoogd tot 100.000 euro. In 2016 werden de laatste miljoenen euro's spaargeld die Icesave schuldig was aan Nederlandse spaarders terugbetaald.
Een risico van een hogere spaarrente voor een bank is dus dat het grotere betalingsverplichtingen aangaat. Tijdens een kredietcrisis kan er een liquiditeitsprobleem ontstaan. Om een tweede Icesave debacle tegen te gaan, startte de Europese Unie in 2010 daarom met het optuigen van een depositogarantiestelsel, dat spaarders en kleine beleggers beter beschermt tegen wanbeleid en fraude bij banken en beleggingsfondsen. Dankzij de EU-richtlijnen 2009/14/EG en 2014/49/EU, in navolging van 94/19/EG, is een bank in de EU verplicht financiële bijdragen aan een nationaal depositogarantiefonds te leveren, resulterend in een landelijk depositogarantiestelsel dat een klant bij elke bank tot € 100.000 teruggave garandeert. Voor Nederlandse spaarders wordt dit risico deels gedekt door het depositogarantiestelsel van De Nederlandsche Bank.
Het optuigen van een EU-dekkend depositogarantiestelsel heeft ertoe geleid dat sinds 2014 verschillende online marktplaatsen, voornamelijk uit Duitsland, consumenten in verbinding brengen met banken in relatief snelgroeiende economieën in de Europese Unie. Anno 2023 bieden deze banken relatief hoge rentepercentages.
De hogere rente die buitenlandse banken aanbieden kan soms niet rechtstreeks worden bereikt door spaarders uit andere landen. Dit komt doordat je bijvoorbeeld een adres moet opgeven bij je aanvraag voor een spaarrekening in een ander (Europees) land. Ook banken met een Nederlandse bankvergunning bieden soms in het buitenland een hogere rente aan op een spaarrekening dan dezelfde spaarrekening zoals zij die aanbieden op een Nederlandse site. Zie bijvoorbeeld verschillen tussen de Duitse en Nederlandse site van Credit Europe bank , NIBC  en de Garanti bank .
Een andere manier om in het buitenland een spaarrekening te openen is door via een derde partij toegang te verkrijgen, denk aan bijvoorbeeld het bedrijf Raisin.

## Onderzoek ACM
De Nederlandse Autoriteit Consument en Markt (ACM) constateerde in 2024 dat bij de grote Nederlandse banken de spaarrentes relatief laag zijn, maar dat weinig spaarders hun spaargeld overboeken naar kleine Nederlandse banken en banken elders in de EU, met hogere rentes.